# Olof Langelius
Olof Langelius, tidigare Rydberg, född 2 september 1716 i Väderstads församling, Östergötlands län, död 10 november 1782 i Häradshammars församling, Östergötlands län, var en svensk präst.

## Biografi
Olof Langelius föddes 1716 i Väderstads församling och döptes den 3 september samma år. Han var son till kyrkoherden Johan Rydberg i Väderstads församling och Catharina Langelius samt dotterson till domprosten Olavus Langelius, vars namn han upptog. Langelius studerade i Linköping och blev 1736 student vid Uppsala universitet. Han prästvigdes 12 augusti 1742 och blev 1746 extra ordinarie skvadronspredikant vid Östgöta kavalleriregemente. Langelius blev 1747 ordinarie skvadronspredikant och 1751 regementspastor. Han ägde Berga i Drothems socken från 1750 och följde regementet åren 1758–1762 uti krig i Pommern. Langelius blev 31 december 1767 kyrkoherde i Häradshammars församling och avled i församlingen 1782.
Ett porträtt av Langelius finns i sakristian i Häradshammars kyrka.

### Familj
Langelius gifte sig 6 september 1747 med Eva Regina Wadman (1726–1804), dotter av auditören Per Gideon Wadman vid Östgöta infanteriregemente och Eva Maria Fahnehielm. De fick tillsammans barnen Maria Catharina Langelius som var gift med kyrkoherden Clas Georg Tempelman i Gårdeby församling, Olof Langelius (1751–1751), studenten Johannes Langelius (1752–1776) vid Uppsala universitet och Eva Christina Langelius som var gift med lärare Jacob Brandström vid Swartziska Friskolan och linkramarhandlaren Johan Wilhelm Löfgren i Norrköping.